# Liste des Tabi‘un
Les Tābi‘ūn (ou Tābi‘īn) (arabe : تابِعون, « suivants, successeurs ») sont la génération de musulmans qui ont connu des compagnons de Mahomet mais qui n'ont pas connu Mahomet lui-même.
- `Abd ar-Rahman ibn `Abdillah (fils de `Abd Allah ibn Umar)
- `Abd ar-Rahman ibn `Abd al-Qari (ar)
- `Abd ar-Rahman ibn Abi Bakr (ar) (d. 712 apr. J.-C., 94 A.H.)
- `Abd ar-Rahman ibn Khalid (en) (616-667 apr. J.-C., -6-46 A.H.)
- Abu Bakr ibn `Abd al-Qays (ar)
- Abu Bakr Mohammed ibn Sirin (653-728 apr. J.-C., 33-110 A.H.)
- Abu Muslim al-Khawlani (en) (d. 684 apr. J.-C., 64 A.H.)
- Abu Zur'ah[1]
- Ach-Cha`bi (ar) (637-721 apr. J.-C., 16-103 A.H.)
- `A'isha bint Talhah (en)
- Al-Aswad ibn Yazid (en) (d. 694 apr. J.-C., 75 A.H.)
- Al-Hajjaj ibn Yusuf (661-774 apr. J.-C., 41-95 A.H.)
- Al-Hassan al-Basrî (642-728/737 apr. J.-C., 21-110/118 A.H.)
- `Alqama ibn Qays (d. 682 apr. J.-C., 62 A.H.)
- `Alqama ibn Waqqas (en)
- Al-Qasim ibn Muhammad ibn Abi Bakr (en) (d. 726 apr. J.-C., 108 A.H.)
- Al-Rabi ibn Khuthaym (en) (d. 682 apr. J.-C., 62 A.H.)
- `Amir ibn Abd al-Qays (en) (661-680 apr. J.-C., 40-60 A.H.)
- `Amir ibn Abdi Qays (ar)
- `Ata' ibn Abi Rabah (en) (647/653-732 apr. J.-C., 27/33-114 A.H.)
- `Ata' ibn Yassar (ar) (d. 721 apr. J.-C., 103 A.H.)[2]
- Atiyya ibn Sa'd (en) (d. 729 apr. J.-C., 111 A.H.)
- Ayyub as-Sakhtiyani (ar) (685/687-748 apr. J.-C., 66/68-131 A.H.)[3]
- Bishr b. al-Hārith al-Hāfi (d. 769 apr. J.-C., 152 A.H.)[4]
- Busr ibn Mihjan
- Dhakawan ibn Kaysan (ar)
- Habib al-`Ajami (ar)
- Hammad ibn Abi Sulayman (d. 120 A.H.)
- Hammam ibn Munabbih (en) (d. 750 apr. J.-C., 132 A.H.)
- Hisham ibn Urwah (680-763 apr. J.-C., 61-146 A.H.)
- Ibn Ishaq (704-767/770 apr. J.-C., 85-150/153 A.H.)
- Ibn Jurayj (en) (d. 767 apr. J.-C., 150 A.H.)
- 'Ikrimah Mawlâ Ibn 'Abbâs (d.~723 apr. J.-C., ~105 A.H.)
- Ibn Shihab al-Zuhri (d. 742 apr. J.-C., 124 A.H.)[2]
- Ibrahim an-Nakha`i (ar) (666-715 apr. J.-C., 45-96 A.H.)
- Ja`far ibn Ali (en)
- Jarir ibn Atiyah (653-732 apr. J.-C., 33-133 A.H.)
- Ka`b al-Ahbar (en) (d. 652 apr. J.-C., 32 A.H.)
- Kathir ibn Murra (ar)
- Kumayl ibn Ziyad (en)
- Malik ibn Aws al-Hadathan (en)
- Mālik b. Dīnār as-Sami (d. 748 apr. J.-C., 131 A.H.)
- Malik al-Achtar (d. 657 apr. J.-C., 37 A.H.)
- Masruq ibn al-Ajda` (en) (d. 682 apr. J.-C., 62 A.H.)[2]
- Muhammad al-Nafs al-Zakiya (d. 762 apr. J.-C., 145 A.H.)[4]
- Muhammad ibn Abou Bakr  (631-658 apr. J.-C., 10-38 A.H.)
- Muhammad ibn al-Hanafiya (637-700 apr. J.-C., 15-81 A.H.)
- Muhammad ibn Ja'far (en)
- Muhammad ibn Munkadir (650-747 apr. J.-C., 30-130 A.H.)
- Muhammad Ibn Wasi' Al-Azdi (d. 744/751 apr. J.-C., 126/133 A.H.)
- Moudjahid ibn Jabr al-Makki (d. 718/722 apr. J.-C., 100/104 A.H.)
- Nafi` ibn `Abd al-Rahman (en) (d. 785 apr. J.-C., 169 A.H.)
- Nafi` Mawla ibn `Omar (ar) (d. 734 apr. J.-C., 117 A.H.)
- Nuʿmān ibn Thābit ibn Zūṭā ibn Marzubān (Imam Abû Hanîfa : 698-767 apr. J.-C., 80-150 A.H.) [5]
- Qubays ibn Dhuayb (ar) (d. 705 apr. J.-C., 87 A.H.)
- Rabi ibn Sabih (en) (d. 776 apr. J.-C., 160 A.H.)[6]
- Rabi'at al-Ra'i (d. 753 apr. J.-C., 136 A.H.)[2]
- Rafa`a ibn Shadid al-Fatyani
- Raja ibn Haywah (en) (d. 730 apr. J.-C., 112 A.H.)
- Sa'id bin Jubair (666-713 apr. J.-C., 46-95 A.H.)
- Sa'id bin Jubair (635-712 apr. J.-C., 14-94 A.H.)[2]
- Salim ibn `Abdillah (en) (d. 724 apr. J.-C., 106 A.H.)
- Sulaym ibn Qays (en) (d. 695 apr. J.-C., 76 A.H.)
- Sulayman ibn Yassar (ar) (d. 712/722/725 apr. J.-C., 94/104/107 A.H.)
- Tawus ibn Kaysan (en) (d. 724 apr. J.-C., 106 A.H.)
- `Ubayd Allah ibn Abdillah (en) (d. 716 apr. J.-C., 98 A.H.)[2]
- `Umar ibn Abd al-Aziz (682-720 apr. J.-C., 61-101 A.H.)
- Umm al-Banin (en)
- Urwah ibn Zubayr (d. 713 apr. J.-C., 94 A.H.)[2]
- Uwais al-Qarni (594-657 apr. J.-C., -29-36 A.H.)
- Wahb ibn Munabbih (en) (654-728/732 apr. J.-C., 34-110/114 A.H.)
- Yahya ibn Sa'd (d. 760 apr. J.-C., 143 A.H.)[2]
- Yahya ibn Ya`mur (ar) (d. 746 apr. J.-C., 129 A.H.)
- Yahya ibn Zayd (ar) (725-742 apr. J.-C., 107-125 A.H.)
- Yazid ibn Abi Sufyan (d. 639 apr. J.-C., 17 A.H.)
- Yazid ibn al-Muhallab (655/672-720 apr. J.-C., 35/51-102 A.H.)
- Yunus ibn `Obayd (ar) (d. 741/756 apr. J.-C., 124/139 A.H.)
- Yusuf ibn Talhah (en)
- Zayd ibn Alî (d. 740 apr. J.-C., 122 A.H.)
- Zayd ibn Aslam (d. 753 apr. J.-C., 136 A.H.)[2]